# Lactoria
Lactoria là một chi cá biển trong họ Cá nóc hòm. Chi này được lập ra bởi Jordan và Fowler vào năm 1902.

## Từ nguyên
Tên gọi của chi bắt nguồn từ tính từ lactarius trong tiếng Latinh với nghĩa là "như sữa", ở đây chỉ đến bò sữa, hàm ý đề cập đến cặp ngạnh trên mỗi mắt giống như cặp sừng của loài bò.

## Các loài
Chi này có 3 loài được công nhận:
- Lactoria cornuta (Linnaeus, 1758)
- Lactoria diaphana (Bloch & Schneider, 1801)
- Lactoria fornasini (Bianconi, 1846)

Một loài là L. paschae (Rendahl, 1921), mẫu thu thập ở đảo Phục Sinh, được xem là đồng nghĩa của L. diaphana theo Catalog of Fishes, nhưng FishBase vẫn còn xem là một loài hợp lệ.